# 倫茨莫阿科格爾山

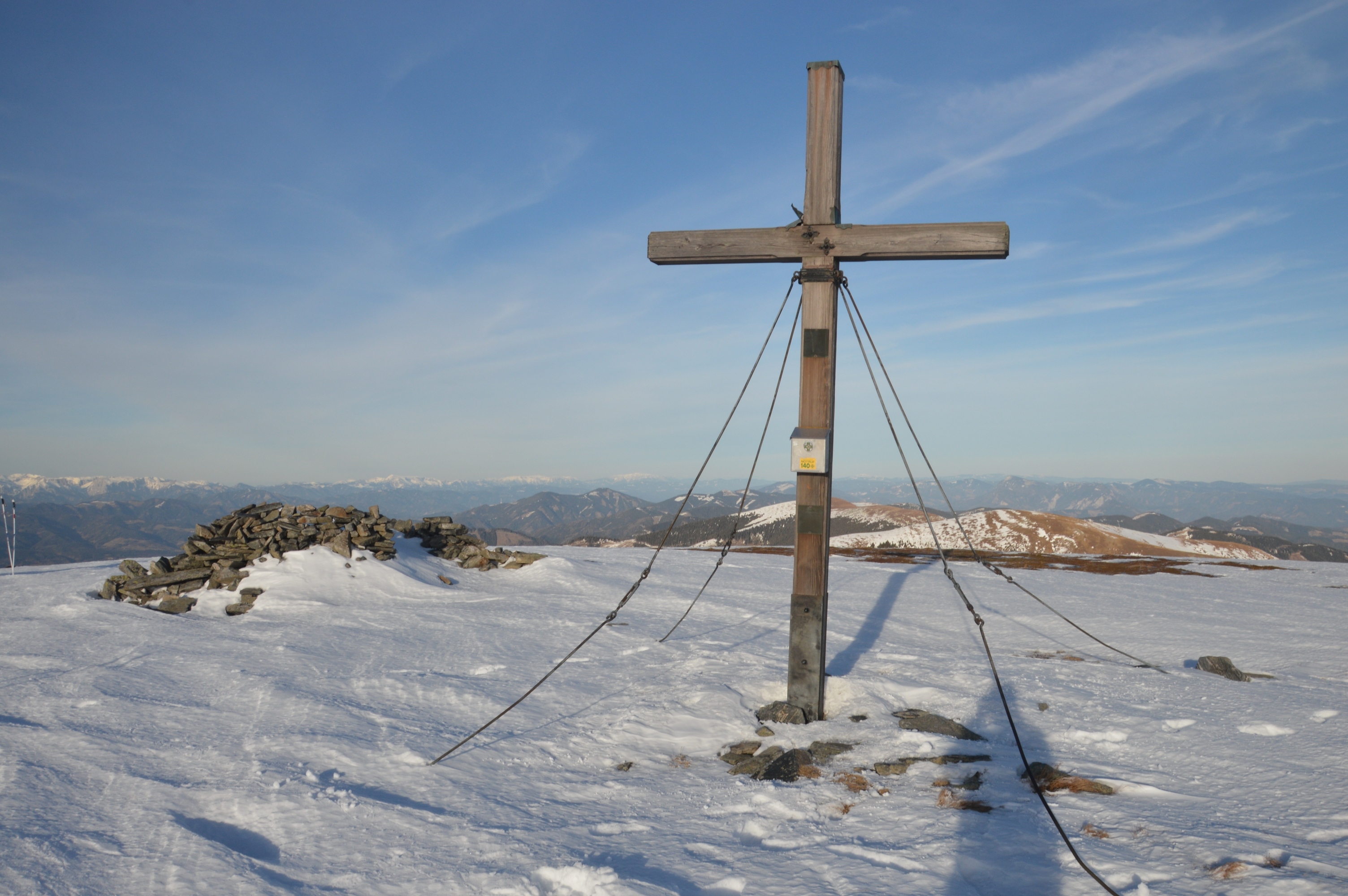

47°13′53″N 15°2′16″E / 47.23139°N 15.03778°E
倫茨莫阿科格爾山（德語：Lenzmoarkogel），是奧地利的山峰，位於該國東南部，由施泰爾馬克州負責管轄，屬於拉萬塔爾阿爾卑斯山脈的一部分，距離塞考爾青肯山22公里，海拔高度1,991米。